# Abdelkader Ghorab
Abdelkader Ghorab (en arabe : عبد القادر غراب) est un footballeur algérien né le 28 février 1998 à Hachem dans la wilaya de Mascara.

## Biographie
Le 9 août 2019, Ghorab marque le tout premier but du Paradou AC en compétition africaine lors de la victoire 3-0 sur CI Kamsar de Guinée lors du tour préliminaire de la Coupe de la confédération 2019-2020.